# رانتشو كالافيراس (كاليفورنيا)
رانتشو كالافيراس (بالإنجليزية: Rancho Calaveras CDP, California)‏ هي منطقة سكنية تقع بولاية كاليفورنيا في الولايات المتحدة. تبلغ مساحتها 21.770 كم2، وترتفع عن سطح البحر 161 م، بلغ عدد سكانها 5,325 نسمة في عام 2010 حسب إحصاء مكتب تعداد الولايات المتحدة وتصل الكثافة السكانية فيها 244.6 نسمة لكل كيلومتر مربع (633.5/ميل2).

## التركيبة السكانية
حدّد مكتب تعداد الولايات المتحدة بيانات التركيبة السكانية لرانتشو كالافيراس في تعداد الولايات المتحدة. في ما يلي، التركيبة السكانية حسب تعدادي 2000 و2010.

### تعداد عام 2000
بلغ عدد سكان رانتشو كالافيراس 4,182 نسمة بحسب تعداد عام 2000، وبلغ عدد الأسر 1,470 أسرة وعدد العائلات 1,222 عائلة مقيمة في المنطقة السكنية. في حين سجلت الكثافة السكانية 192.1 نسمة لكل كيلومتر مربع (497.5/ميل2). وبلغ عدد الوحدات السكنية 1,561 وحدة بمتوسط كثافة قدره 71.7 لكل كيلومتر مربع (185.7/ميل2).
وتوزع التركيب العرقي للمنطقة السكنية بنسبة 89.02% من البيض و0.86% من الأمريكيين الأفارقة و1.24% من الأمريكيين الأصليين و1.48% من الأمريكيين ذوي الأصول الآسيوية و0.12% من سكان جزر المحيط الهادئ و2.80% من الأعراق الأخرى و4.47% من عرقين مختلطين أو أكثر و10.14% من الهسبانيون أو اللاتينيون من أي عرق.
بلغ عدد الأسر 1,470 أسرة كانت نسبة 42.3% منها لديها أطفال تحت سن الثامنة عشر تعيش معهم، وبلغت نسبة الأزواج القاطنين مع بعضهم البعض 71.4% من أصل المجموع الكلي للأسر، ونسبة 7% من الأسر كان لديها معيلات من الإناث دون وجود شريك،  بينما كانت نسبة 4.7% من الأسر لديها معيلون من الذكور دون وجود شريكة وكانت نسبة 16.9% من غير العائلات. تألفت نسبة 12.9% من أصل جميع الأسر من عدة أفراد يعيشون في نفس المنزل ونسبة 4% كانت تتألف من شخص يعيش بمفرده يبلغ من العمر 65 عاماً أو أكثر. وبلغ متوسط حجم الأسرة المعيشية 2.84، أما متوسط حجم العائلات فبلغ 3.09.
بلغ العمر الوسطي للسكان 39.6 عاماً. وكانت نسبة 28.1% من القاطنين تحت سن الثامنة عشر، وكانت نسبة 5.5% بين الثامنة عشر والرابعة والعشرين عاماً، ونسبة 26.9% كانت واقعةً في الفئة العمرية ما بين الخامسة والعشرين والرابعة والأربعين عاماً، ونسبة 28.5% كانت ما بين الخامسة والأربعين والرابعة والستين، ونسبة 10.9% كانت ضمن فئة الخامسة والستين عاماً فما فوق. يوجد لكل 100 أنثى 98.1 ذكر، ويوجد لكل 100 أنثى في الثامنة عشر من عمرها فما فوق 101.1 ذكر.
بلغ متوسط دخل الأسرة في المنطقة السكنية 50,247 دولارًا، أما متوسط دخل العائلة فبلغ 53,017 دولارًا. وكان متوسط دخل الذكور 50,614 دولارًا مقابل 31,280 دولارًا للإناث. وسجل دخل الفرد الخاص بالمنطقة السكنية 21,444 دولارًا. وكانت نسبة 3.5% من العائلات ونسبة 5.8% من السكان تحت خط الفقر، وكان من هؤلاء نسبة 8.4% تحت سن الثامنة عشر ونسبة 2.2% في الخامسة والستين من العمر وما فوق.

### تعداد عام 2010
بلغ عدد سكان رانتشو كالافيراس 5,325 نسمة بحسب تعداد عام 2010، وبلغ عدد الأسر 1,937 أسرة وعدد العائلات 1,535 عائلة مقيمة في المنطقة السكنية. في حين سجلت الكثافة السكانية 244.6 نسمة لكل كيلومتر مربع (633.5/ميل2). وبلغ عدد الوحدات السكنية 2,147 وحدة بمتوسط كثافة قدره 98.6 لكل كيلومتر مربع (255.4/ميل2).
وتوزع التركيب العرقي للمنطقة السكنية بنسبة 87.23% من البيض و0.90% من الأمريكيين الأفارقة و1.92% من الأمريكيين الأصليين و1.63% من الأمريكيين ذوي الأصول الآسيوية و0.24% من سكان جزر المحيط الهادئ و3.66% من الأعراق الأخرى و4.41% من عرقين مختلطين أو أكثر و12.58% من الهسبانيون أو اللاتينيون من أي عرق.
بلغ عدد الأسر 1,937 أسرة كانت نسبة 35.1% منها لديها أطفال تحت سن الثامنة عشر تعيش معهم، وبلغت نسبة الأزواج القاطنين مع بعضهم البعض 65.8% من أصل المجموع الكلي للأسر، ونسبة 8.4% من الأسر كان لديها معيلات من الإناث دون وجود شريك،  بينما كانت نسبة 5.1% من الأسر لديها معيلون من الذكور دون وجود شريكة وكانت نسبة 20.8% من غير العائلات. تألفت نسبة 15.5% من أصل جميع الأسر من عدة أفراد يعيشون في نفس المنزل ونسبة 5.5% كانت تتألف من شخص يعيش بمفرده يبلغ من العمر 65 عاماً أو أكثر. وبلغ متوسط حجم الأسرة المعيشية 2.74، أما متوسط حجم العائلات فبلغ 3.03.
بلغ العمر الوسطي للسكان 43.6 عاماً. وكانت نسبة 24.2% من القاطنين تحت سن الثامنة عشر، وكانت نسبة 6.3% بين الثامنة عشر والرابعة والعشرين عاماً، ونسبة 21.6% كانت واقعةً في الفئة العمرية ما بين الخامسة والعشرين والرابعة والأربعين عاماً، ونسبة 34.6% كانت ما بين الخامسة والأربعين والرابعة والستين، ونسبة 13.3% كانت ضمن فئة الخامسة والستين عاماً فما فوق. وتوزع التركيب الجنسي للسكان بنسبة 50.3% ذكور و49.7% إناث.